# Euchromia gemmata
Euchromia gemmata är en fjärilsart som beskrevs av Butler 1887. Euchromia gemmata ingår i släktet Euchromia och familjen björnspinnare. Inga underarter finns listade i Catalogue of Life.